# Nakadžima G8N
Nakadžima G8N Renzan (japonsky: 中島 G8N 連山, česky: Horské pásmo) byl čtyřmotorový pozemní dálkový bombardovací středoplošník japonského císařského námořního letectva vzniklý ve druhé světové válce. 

## Vznik
Požadavky na tento stroj byly Generálním štábem letectva japonského námořnictva zadány na jaře roku 1942. Nový letoun měl dosahovat rychlosti 593 km/h s dostupem převyšujícím 8000 m, kam měl vystoupat během 20 min, a doletem 7410 km. Stroj měl navíc přežít útoky nepřátelské protiletadlové obrany díky pancéřování a obranné výzbroji.
Již před přijetím definitivních požadavků stály ve vývojových dílnách Nakadžimy dvě dřevěné makety v měřítku 1:1. Křídlo mělo laminární profil a dělené štěrbinové klapky, trup byl určen pro sedm až deset členů osádky.

## Vývoj
Ve výrobních halách společnosti Nakadžima v Koizumi byly v období od října 1944 do 13. června 1945 dokončeny čtyři prototypy letounu označeného Nakadžima G8N1 Renzan.
První z nich vzlétl 23. října 1944 kdy za jeho řízení usedl zkušební pilot Haruo Suemaca. V lednu roku následujícího byla objednána sériová výroba. Pohon zajišťovaly dvouhvězdicové osmnáctiválce Nakadžima NK9K-L Homare 24, jejichž výkon byl ve vyšších letových hladinách posílen turbokompresory Hitači 92. Letové testy probíhaly na letišti Misawa v severní části ostrova Honšú, mimo dosah náletů B-29. 
Američané letounu přidělili kódové jméno Rita, v japonském námořnictvu byl letoun označován jako pozemní útočný letoun typ 18 (一八試陸上攻撃機). 
V prosinci 1944 byl do zkoušek zařazen v pořadí druhý vyrobený prototyp, který se od svého předchůdce lišil velkými vstupy sání vzduchu do turbokompresoru na spodní části krytu motorů. Od třetího prototypu bylo prosklení přídě rozšířeno okénky zlepšujícími výhled.

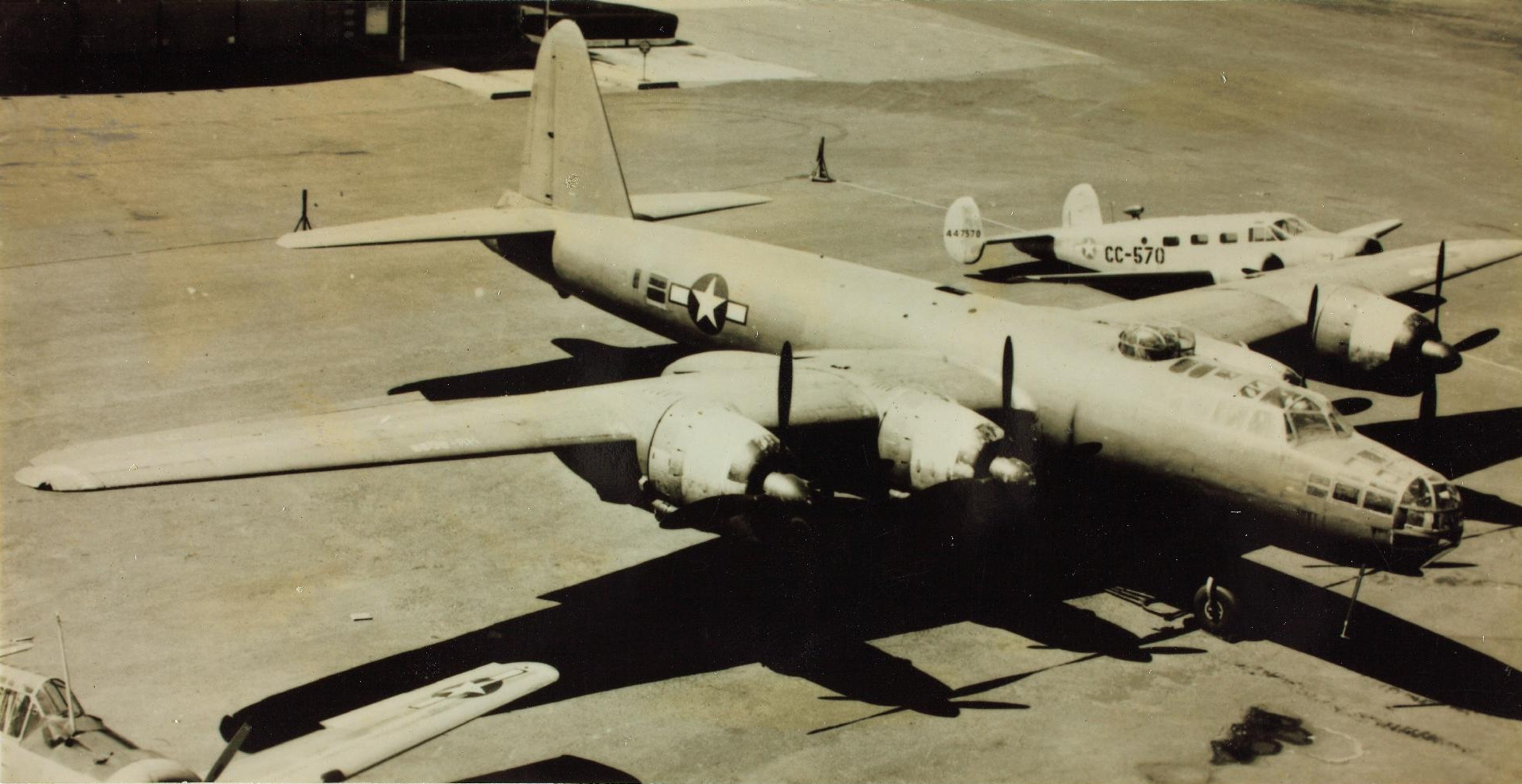
Ukořistěný bombardér Nakajima G8N1 na letišti Newark Airfield, 1945

Letoun měl tři kanónové věže nad trupem, pod trupem a na zádi, přičemž v každé z nich byly instalovány dva kanóny typ 99 ráže 20 mm. Dále měl tři kulometná střeliště na přídi a na obou bocích, která byla vyzbrojena kulomety typu 2 ráže 13 mm.
Předpokládaná produkce měla dosáhnout počtu šestnácti prototypů dodaných spolu s dalšími dvaatřiceti předsériovými stroji do září 1945. 13. června 1945 však padlo rozhodnutí ve výrobě G8N1 nepokračovat, přestože ve výrobních halách stály čtyři rozpracované Renzany.
Čtvrtý funkční prototyp testovali po válce Američané, kteří zjistili, že tento stroj je sice lepší, než jejich bombardér B-17, ovšem kvalit létající superpevnosti B-29 nedosahuje.[zdroj⁠?!] Po několika letech chátrání na okraji letecké základny Wright Patterson byl sešrotován.

## Specifikace

Nakadžima G8N1 Renzan

Údaje dle

### Hlavní technické údaje
- Osádka: 10
- Rozpětí: 32,54 m
- Délka: 22,93 m
- Výška: 7,20 m
- Nosná plocha: 112,00 m²
- Vlastní hmotnost: 17400 kg
- Vzletová hmotnost: 32150 kg
- Pohonná jednotka: 4 x Nakadžima NK9K-L Homare o výkonu 2000 k

### Výkony
- Maximální rychlost: 593 km
- Dostup: 10200 m
- Maximální dolet: 7470 km
- Výstup na 8000 m: 17 min 34 s

### Výzbroj
- 6 × 20mm kanón typu 99 ve střeleckých věžích
- 4 × 13mm kulomet typ 2
- 4000 kg pum v trupové pumovnici